# Ferdinand (Indiana)
Ferdinand – miasto w Stanach Zjednoczonych, w stanie Indiana, w hrabstwie Dubois.